# Бернс Харбор (Индијана)
Бернс Харбор (енгл. Burns Harbor) град је у америчкој савезној држави Индијана.

## Демографија
По попису из 2010. године број становника је 1.156, што је 390 (50,9%) становника више него 2000. године.
| Група             | 2000.       | 2010.         |
| Белци             | 696 (90,9%) | 1.055 (91,3%) |
| Афроамериканци    | 2 (0,3%)    | 21 (1,8%)     |
| Азијати           | 8 (1,0%)    | 3 (0,3%)      |
| Хиспаноамериканци | 33 (4,3%)   | 67 (5,8%)     |
| Укупно            | 766         | 1.156         |